# Victoria Hu
Victoria Hu (* 24. April 2002 in Northborough, Massachusetts) ist eine US-amerikanische Tennisspielerin.

## Karriere
Victoria Hu spielt bislang hauptsächlich auf dem "ITF Junior Circuit" sowie auf der ITF Women’s World Tennis Tour, wo sie bislang zwei Titel im Einzel gewinnen konnte.
2021 erhielt sie eine Wildcard für die Qualifikation für das Hauptfeld im Dameneinzel der Thoreau Tennis Open, wo sie mit einem Sieg über Whitney Osuigwe in die zweite Runde einziehen konnte. Sie unterlag aber dann Robin Anderson mit 4:6 und 3:6. Im Doppel erhielt sie zusammen mit ihrer Partnerin Brittany Collens ebenfalls eine Wildcard. Die beiden unterlagen aber bereits in der ersten Runde der Paarung Peangtarn Plipuech und Jessy Rompies klar mit 1:6 und 0:6.

## College Tennis
Seit 2021 spielt Victoria Hu für die Damentennis-Mannschaft der Tigers der Princeton University.

## Turniersiege

### Einzel
| Nr. | Datum        | Turnier       | Kategorie | Belag     | Finalgegnerin      | Ergebnis       |
| --- | ------------ | ------------- | --------- | --------- | ------------------ | -------------- |
| 1.  | 26. Mai 2024 | Santo Domingo | ITF W35   | Hartplatz | Noelia Zeballos    | 5:7, 6:3, 6:1  |
| 2.  | 2. Juni 2024 | Santo Domingo | ITF W35   | Hartplatz | Catherine Harrison | 6:4, 6:76, 6:4 |